# 海上自衛隊の群一覧
海上自衛隊の群一覧（かいじょうじえいたいのぐんいちらん）は、現在編成されている海上自衛隊の群の一覧である。

## 護衛隊群
- 第1護衛隊群：1953年4月、保安庁警備隊第一船隊群として新編。海上自衛隊発足に伴い、1954年7月、第1護衛隊群に改編。
- 第2護衛隊群：1953年8月、保安庁警備隊第二船隊群として新編。海上自衛隊発足に伴い、1954年7月、第2護衛隊群に改編。
- 第3護衛隊群：1960年12月、新編。
- 第4護衛隊群：1971年2月、新編。

## 航空群
- 第1航空群：1953年12月、保安庁警備隊鹿屋航空隊として新編。1961年9月、航空集団発足により第1航空群に改編。
- 第2航空群：1957年3月、保安庁警備隊八戸航空隊として新編。1961年9月、航空集団発足により第2航空群に改編。
- 第4航空群：1962年9月、新編。
- 第5航空群：1973年10月、沖縄航空隊が新編。1981年7月、沖縄航空隊から改編。
- 第21航空群：1953年9月、保安庁警備隊館山航空隊として新編。1961年9月、航空集団発足により第21航空群に改編。
- 第22航空群：1987年12月、新編。
- 第31航空群：1973年3月、新編。

## 教育航空群
- 下総教育航空群：1974年2月、新編。
- 徳島教育航空群：1973年3月、第3航空群、宇都宮教育航空群から改編。
- 小月教育航空群：1965年3月、新編。

## 潜水隊群
- 第1潜水隊群：1965年2月、新編。
- 第2潜水隊群：1973年10月、新編。

## その他
- 海上訓練指導隊群：2002年3月、開発指導隊群から改編。
- 掃海隊群：2000年3月、第1・第2掃海隊群が廃止、統合され新編。
- 艦隊情報群：2020年10月、情報業務群から改編。
- 海洋業務・対潜支援群：2015年12月、海洋業務群から改編。
- 開発隊群：2002年3月、開発指導隊群から改編。
- システム通信隊群：2002年3月、中央通信隊群から改編。